# Suipinima marginalis
Suipinima marginalis là một loài bọ cánh cứng trong họ Cerambycidae.